# Puklica rudnica
Puklica rudnica (Acanthosoma haemorrhoidale) – gatunek pluskwiaka z rodziny puklicowatych.

## Opis
Największy przedstawiciel nadrodziny tarczówek (Pentatomoidea) w Polsce; mierzy od 13 do 18 mm. Ciało barwy żółtobrązowej, żółtozielonej lub jaskrawozielonej, często z czerwonym ubarwieniem rogów przedplecza i na półpokrywach. Górna strona ciała gęsto punktowana. Czułki zazwyczaj ciemniejsze od reszty ciała, ich pierwszy człon zwykle jaśniejszy, sięga za wierzchołek głowy. Kąty boczne przedplecza tworzą masywne rogi wystające poza krawędź boczną półpokryw. Śródpiersie z blaszkowatym żeberkiem nie dochodzącym do środkowych bioder, a trzeci segment odwłoka z wyrostkiem sięgającym bioder przednich.

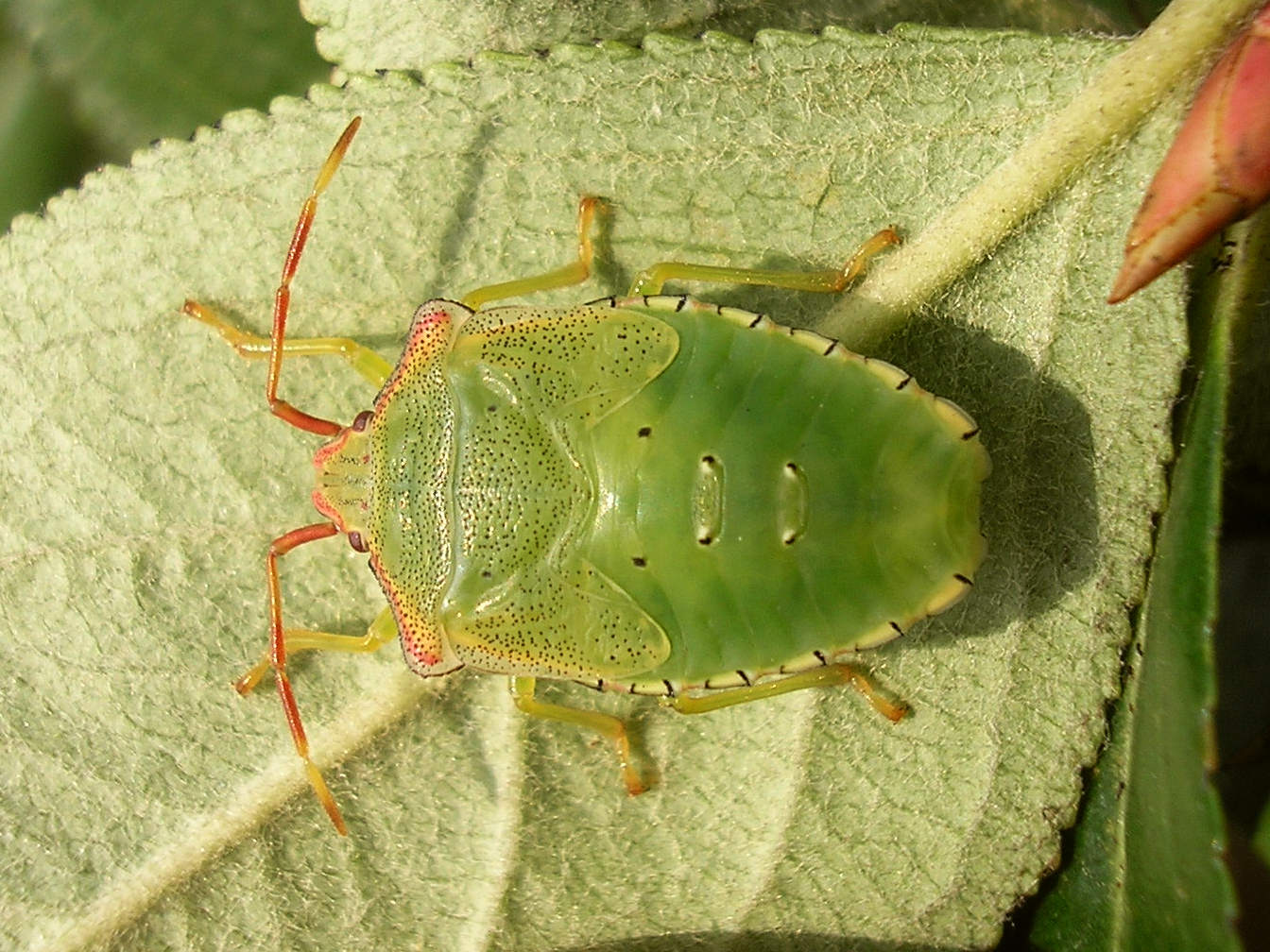
Nimfa

## Biologia
Najczęściej obserwowana od maja do października. Zimują osobniki dorosłe. Kopulujące owady zazwyczaj obserwowano na przełomie czerwca i lipca. W przypadku występowania lekkich zim i ciepłych pierwszych dni wiosny, imagines mogą przystępować do rozrodu już w maju. Puklica zamieszkuje tereny leśne i zaroślowe. Spotykana jest w lasach, zagajnikach, ogrodach czy parkach. Wysysa soki z liści i owoców różnych gatunków drzew i krzewów liściastych. Notowana z głogów, aronii, brzóz, leszczyn, dębów.

## Występowanie
Gatunek palearktyczny, euroazjatycki. W Polsce znany z kilkudziesięciu stanowisk rozproszonych w całym kraju. Jedyny krajowy reprezentant rodzaju Acanthosoma.

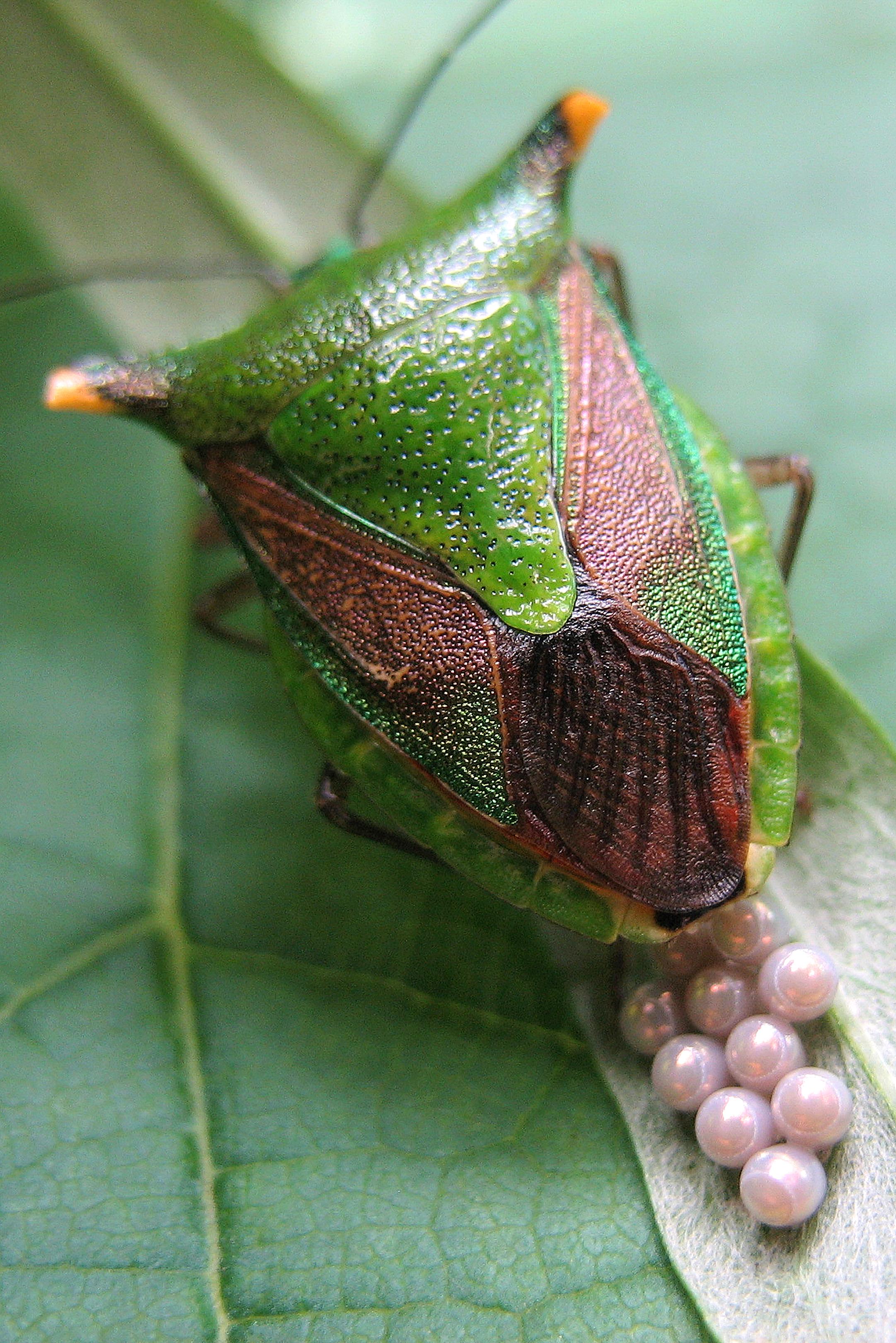
Samica w trakcie składania jaj

## Systematyka
Wyróżnia się 3 podgatunki:
- Acanthosoma haemorrhoidale angulatum Jakovlev, 1880
- Acanthosoma haemorrhoidale haemorrhoidale Linnaeus, 1758
- Acanthosoma haemorrhoidale ouchii Ishihara, 1950

W Europie obecny jedynie podgatunek nominatywny A. h. haemorrhoidale. Dwa pozostałe wykazane zostały jedynie ze wschodniej Azji i różnią się przede wszystkim długością bocznych rogów przedplecza oraz ubarwieniem.